# Montaña de Tejina
Montaña de Tejina este o arie protejată (arie specială de conservare — SAC, sit de importanță comunitară — SCI) din Spania întinsă pe o suprafață de 167,7 ha, integral pe uscat.

## Localizare
Centrul sitului Montaña de Tejina este situat la coordonatele 28°11′24″N 16°45′13″W / 28.19°N 16.7536°V.

## Înființare
Situl Montaña de Tejina a fost declarat sit de importanță comunitară în octombrie 1999 pentru a proteja un număr necunoscut de specii din flora spontană și fauna sălbatică aflate în arealul zonei. Situl a fost protejat și ca arie specială de conservare în ianuarie 2010.

## Biodiversitate
Situată în ecoregiunea , aria protejată conține 4 habitate naturale: Tufărișuri termo-mediteraneene și de pre-deșert, Păduri de Olea și Ceratonia, Păduri de pin endemic canariene, Păduri endemice cu Juniperus spp..
La baza desemnării sitului se află un număr nedeclarat de specii protejate.